# Forūdgāh-e Dezfūl
Forūdgāh-e Dezfūl är en flygplats i Iran.   Den ligger i provinsen Khuzestan, i den västra delen av landet, 500 km sydväst om huvudstaden Teheran. Forūdgāh-e Dezfūl ligger 142 meter över havet.
Terrängen runt Forūdgāh-e Dezfūl är platt. Runt Forūdgāh-e Dezfūl är det ganska tätbefolkat, med 104 invånare per kvadratkilometer. Närmaste större samhälle är Andimeshk, 5,0 km nordväst om Forūdgāh-e Dezfūl. Runt Forūdgāh-e Dezfūl är det i huvudsak tätbebyggt.